# Oneota kultura
Oneota kultura, indijanska kultura koja se na Srednjem zapadu Sjeverne Amerike javlja između 1050. i 1700. godine. 
Kulturu Oneota simboliziraju vršci strijela triangularnog oblika i keramičke posude. Naselja Oneota su permanentna i polupermanentna s nastambama konstruiranim na različite načine, građene za jednu obitelj, ili kolektivne za nekoliko obitelji. Oneote poznaju lov, ribolov, sakupljanje i obradu tla. Jedan od najpoznatijih lokaliteta Oneota kulture je Sheffield u Minnesoti. 
Prema nekim mišljenjima njihovi potomci su plemena Chiwere[nedostaje izvor].